# سیکلوتیازید
سیکلوتیازید (انگلیسی: Cyclothiazide) یک دیورتیک بنزوتیازیدی (تیازیدی) و ضد فشار خون است.